# Kierat

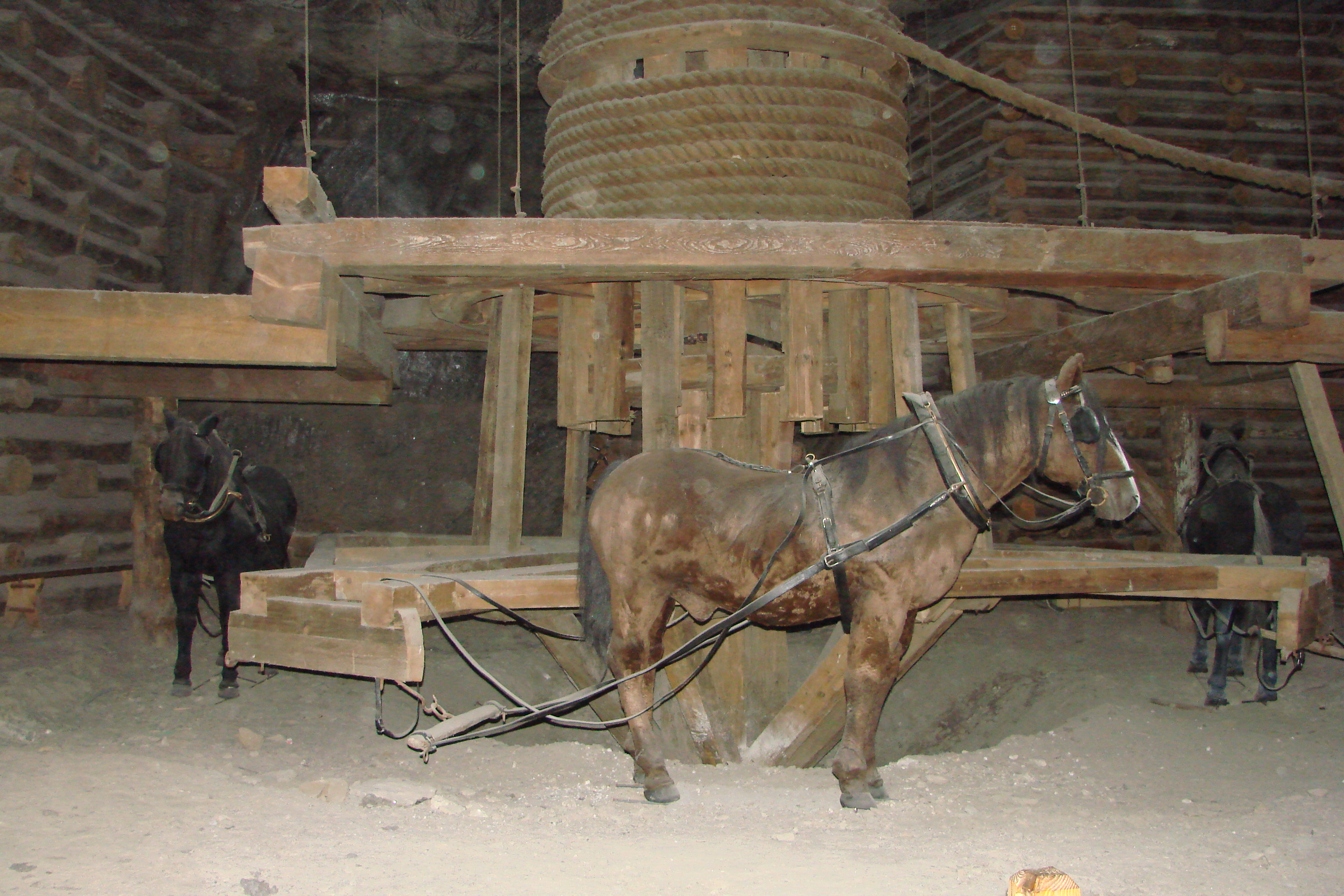
Kierat w kopalni soli w Wieliczce

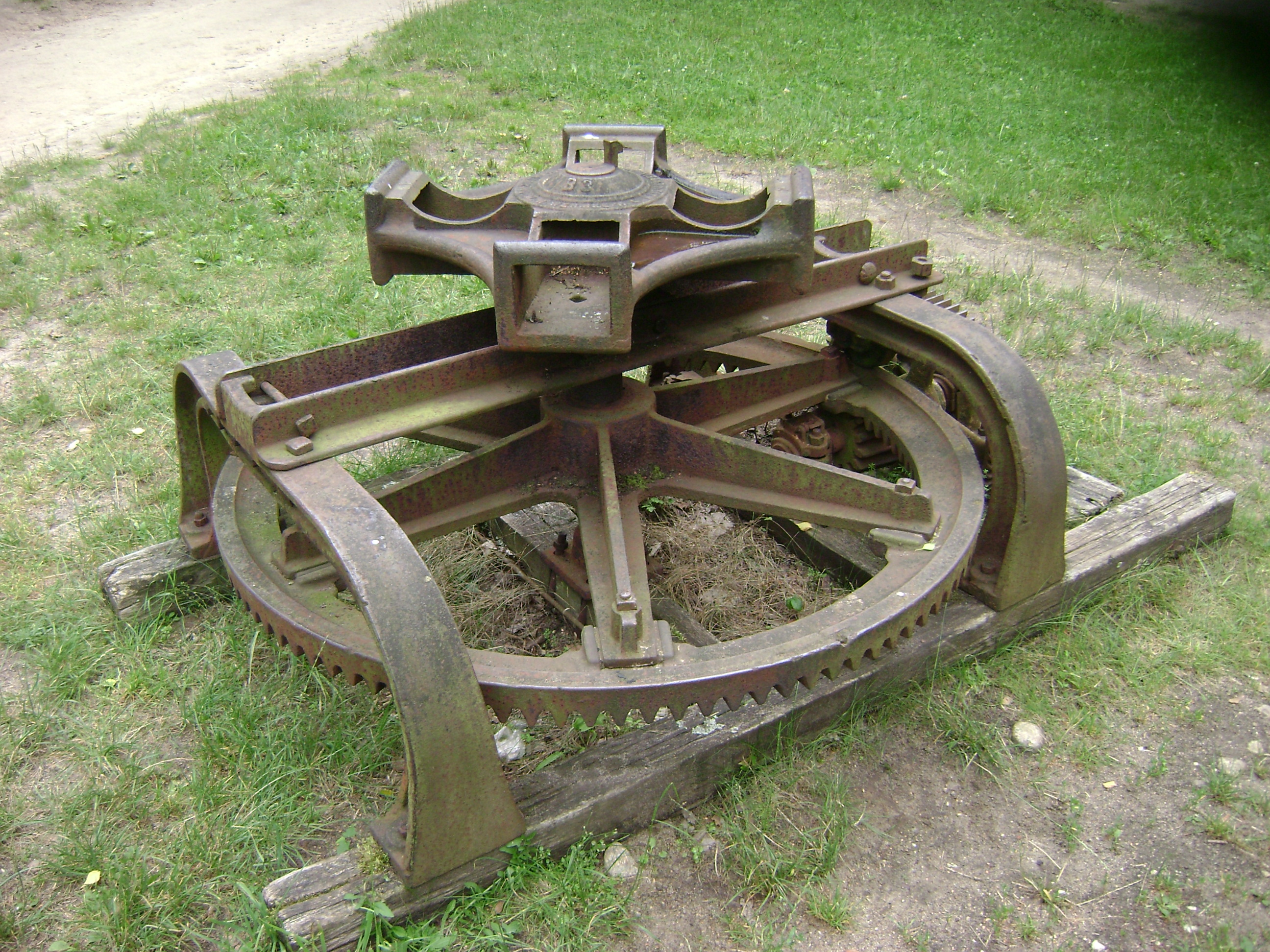
Kierat

Kierat, maneż – urządzenie wykorzystujące siłę pociągową zwierząt (koni lub wołów) do napędu stacjonarnych maszyn rolniczych takich jak sieczkarnia, wialnia czy młocarnia, bądź do wydobywania wody.
Najstarsze kieraty odnaleziono we wraku statku w okolicach Majorki, które datowane są na IV wiek p.n.e..
Mechanizm kieratu wynaleźli prawdopodobnie Kartagińczycy, którzy upowszechnili urządzenie na terenie dzisiejszych Włoch w III wieku p.n.e..
Kierat jest zespołem przekładni zębatych, najczęściej składający się z dwóch par kół, przymocowany do ramy. Największe z kół było połączone z dyszlem służącym do zaprzęgania zwierząt pociągowych. Zwierzęta obracały przekładnię, chodząc po okręgu o średnicy ok. 10 m. Napęd z kieratu do maszyn stojących w odległości kilkunastu metrów przekazywany był za pomocą wału. Wał składał się z kilku odcinków połączonych przegubami.
Pierwsze kieraty były zbudowane całkowicie z drewna, łącznie z kołami zębatymi. W XIX wieku, w Polsce, rozpoczęto budować kieraty ze stali i żeliwa. Elektryfikacja wsi i upowszechnienie się silników elektrycznych na początku lat 60. XX wieku spowodowały, że kieraty na polskiej wsi wyszły całkowicie z użycia.
Zygmunt Gloger w książce „Budownictwo drzewne i wyroby z drzewa w dawnej Polsce” opisywał kieraty drewniane używane w Polsce od XVII wieku do poruszania wind i podnoszenia ciężarów. Napędzane były one wielkim kołem deptakowym, wewnątrz którego, po szczeblach, chodzili chłopi.
Muzeum Żup Krakowskich w Wieliczce posiada unikalną w skali świata kolekcję zabytkowych drewnianych kieratów, w skład której wchodzą kierat ,,polski", ,,saski" oraz ,,węgierski". Znajdują się one w komorach na trzecim poziomie kopalni wraz z innymi urządzeniami służącymi do transportu bałwanów solnych.  